# Aeluropus pilosus
Aeluropus pilosus är en gräsart som först beskrevs av X.L.Yang, och fick sitt nu gällande namn av Shou Liang Chen och X.L.Yang. Aeluropus pilosus ingår i släktet Aeluropus och familjen gräs. Inga underarter finns listade i Catalogue of Life.